# Easy Living (1937)
Easy Living is een Amerikaanse screwball-komedie uit 1937, geregisseerd door Mitchell Leisen en geschreven door Preston Sturges op basis van een verhaal van Vera Caspary. De hoofdrollen worden vertolkt door Jean Arthur, Edward Arnold en Ray Milland. Veel bijrolacteurs (William Demarest, Franklin Pangborn, Luis Alberni, Robert Greig, Olaf Hytten en Arthur Hoyt) werden later vaste spelers in de films van Sturges.  
Ralph Rainger en Leo Robin componeerden het lied "Easy Living" voor de film. Het nummer werd een jazzstandard en werd beroemd gemaakt door Billie Holiday, Ella Fitzgerald en vele andere jazzartiesten.
De film heeft geen verband met het RKO-drama uit 1949 met dezelfde titel.  

## Verhaal
J.B. Ball, een van de rijkste bankiers van Amerika, heeft een conflict met zijn zoon John Jr. aan de ontbijttafel. De zoon besluit zijn eigen weg te gaan. J.B. ontdekt dat zijn vrouw Jenny een sabelmarterjas van 58.000 dollar heeft gekocht en eist dat deze wordt teruggestuurd. Na een ruzie op het dak van hun penthouse in New York gooit J.B. de jas van het dak.  
De jas landt op Mary Smith, die onderweg is naar haar werk in een dubbeldekkerbus. Wanneer zij probeert de jas terug te brengen, staat J.B. erop dat zij hem houdt. Dit veroorzaakt een reeks misverstanden, waardoor Mary uiteindelijk haar baan verliest en in een luxe hotel belandt. John Jr., die anoniem werkt in een automat, ontmoet haar daar. De twee worden verliefd en raken verzeild in een serie komische situaties die eindigen met een redding van J.B.’s financiële problemen en een huwelijksaanzoek van John Jr. aan Mary.  

## Rolverdeling
- Jean Arthur als Mary Smith
- Edward Arnold als J.B. Ball
- Ray Milland als John Ball jr.
- Luis Alberni als Mr. Louis Louis
- Mary Nash als Mrs. (Jenny) Ball
- Franklin Pangborn als Van Buren
- William Demarest als Wallace Whistling
- Robert Greig als Graves, de butler

## Achtergrond
De film is gebaseerd op een verhaal van Vera Caspary, maar volgens Sturges bleef er weinig over van het originele verhaal behalve de bontjas. Leisen stond bekend om zijn aandacht voor detail, vooral in de kleding en styling van hoofdrolspeelster Jean Arthur.  
Easy Living werd gemengd ontvangen. Variety noemde het een "matige imitatie" van My Man Godfrey.